# Rafael Landívar
Rafael Landívar (Antigua Guatemala, 27 ottobre 1731 – Bologna, 27 settembre 1793) è stato un poeta e gesuita guatemalteco.

## Biografia

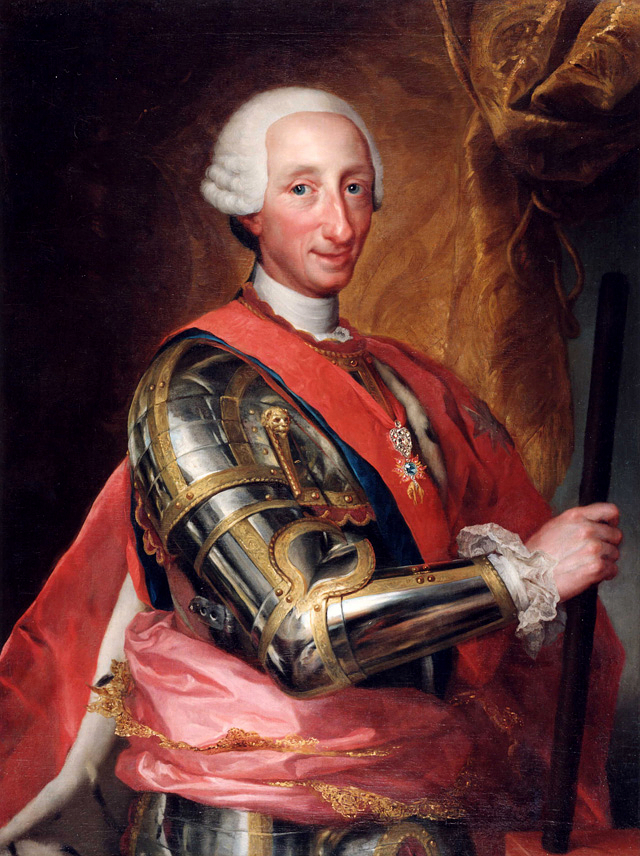
Re Carlo III di Spagna, che espulse i gesuiti dai loro territori nel 1767

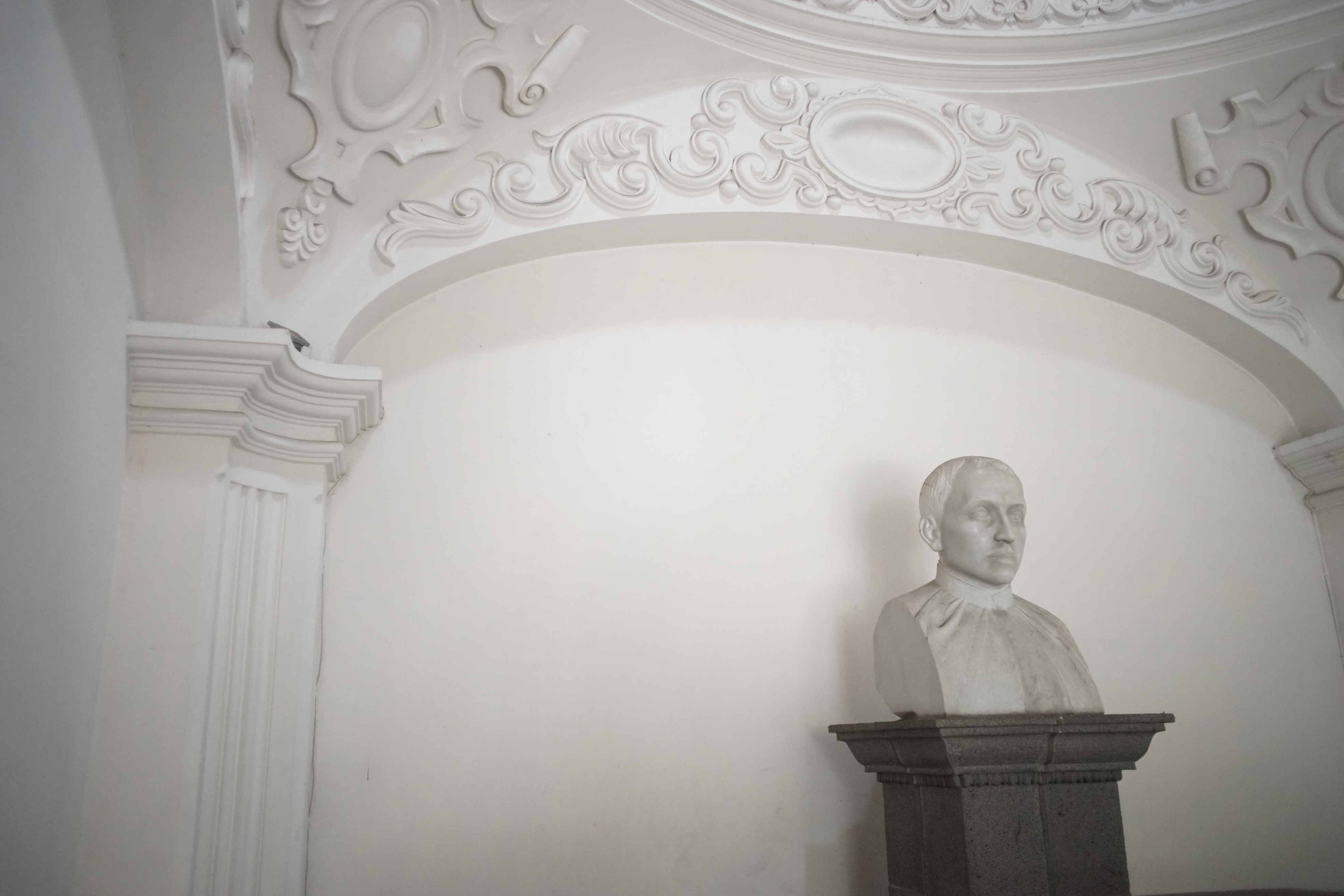
Mausoleo di Rafael Landívar ad Antigua Guatemala

Discendente del conquistador spagnolo Bernal Díaz del Castillo (1492–1584) e di una famiglia benestante, Landívar si laureò in filosofia all'età di sedici anni alla Real y Pontificia Universidad de San Carlos Borromeo, e proseguì gli studi teologici in Messico, dove fu ordinato sacerdote nel 1755.
Rientrato in Patria, ricevette la nomina di rettore del Collegio San Borja, ma dopo la soppressione della Compagnia di Gesù nel 1767 decisa da Carlo III di Spagna, si trasferì in Italia, a Bologna, dove lavorò come precettore dei conti Albergati.
Landívar può essere accostato ad altri grandi scrittori ispanoamericani, come Bernardo de Balbuena (1561–1627), uno dei primi poeti a decantare le meraviglie del Nuovo Mondo.
Landívar morì il 27 settembre 1793 a Bologna, dove fu sepolto nella chiesa di Santa Maria delle Muratelle. Nel 1950 le sue spoglie furono rimpatriate in Guatemala, dove fu sepolto in un grande mausoleo ad Antigua Guatemala.

## Stile, opere e pensiero poetico
Landívar è noto soprattutto per il poema latino Rusticatio Mexicana (Modena, 1781 - Bologna, 1782), che risultò un'opera fondamentale sia per l'umanesimo gesuita e per il 'virgilianismo' americano sia come lirica preromantica ispanoamericana.
L'opera si compone di quindici canti e un'appendice scritti in esametri, incentrati sulle tematiche patriottiche, sulla sofferenza per l'esilio, sulle bellezze dell'America, dalla natura all'operosità dell'uomo.
Landívar si caratterizzò per le acute e brillanti descrizioni del paesaggio americano, oltre che dei costumi e delle attività lavorative, con un occhio di riguardo per le culture degli indios, alternate ai versi poetici, trasmettendo al lettore la sensazione di leggere un trattato ecologico.
Inoltre l'opera si rivelò non intrisa di un romanticismo idealistico che avrebbe limitato l'efficacia delle riflessioni sui lavoratori, evidenziando invece le tendenze illuministiche di presentare sia le qualità dell'America sia i difetti.
Per questo motivo messicani e guatemaltechi ritengono l'opera uno dei primi esempi di poesia peculiarmente americana, scritta con una sensibilità americana.
Secondo lo storico Ramón A. Salazar, la sua opera Rusticatio Mexicana fu quasi dimenticata in Guatemala nel XIX secolo, perché le edizioni erano rare e in latino.
Quando Salazar è stato ministro degli Affari Esteri del governo del generale José María Reina Barrios nel 1893, chiese al console del Guatemala a Venezia di visitare Bologna e scoprire tutta la documentazione possibile su Landivar. Il console inviò due copie della Rusticatio Mexicana, una delle quali fu tradotta in spagnolo da Antonio Ramirez Fontecha, e stampata a Madrid nel 1897; l'altra copia fu consegnata al poeta Joaquín Yela per un'altra traduzione.

## Opere principali
- A la Capital de Guatemala;
- Rusticatio mexicana;
- Pelea de gallos;
- Funebris Declamatio pro Iustis.